# Renato Corsetti
Renato Corsetti (Roma, 29 marzo 1941 – Londra, 1º febbraio 2025) è stato un linguista ed esperantista italiano.
Nel Congresso italiano di esperanto del 2007 fu eletto presidente della Federazione esperantista italiana.

## Biografia

### Formazione e carriera
Dopo gli studi universitari nel campo dell'economia e della linguistica, Corsetti lavorò a lungo come direttore di banca. Negli anni 1990 divenne assistente, e successivamente professore, presso la facoltà di Psicopedagogia delle Lingue e Comunicazione dell'Università degli Studi di Roma "La Sapienza".

### Esperanto
Corsetti iniziò lo studio dell'esperanto negli anni 1960; ricoprì numerose cariche in vari organismi esperantisti, come l'UEA (Associazione universale esperanto) (2001-2007), la TEJO (Gioventù esperantista mondiale) (1970-1973) e la FEI (Federazione esperantista italiana).
Corsetti fu professore dell'AIS (Accademia internazionale delle scienze San Marino) nonché membro dell'Akademio de Esperanto.
Ideologicamente sostenne le correnti di pensiero secondo cui il movimento esperantista può contribuire fattivamente a migliorare la condizione umana, e non solamente per fornire un mezzo di comunicazione suppletiva ai suoi membri (cfr. finvenkismo, raumismo).
Sostenne anche la necessità in Europa dell'uso del latino o dell'esperanto per favorire una maggiore inclusione linguistica e garantire la salvaguardia e la prosperità del patrimonio linguistico europeo.
Renato Corsetti pubblicò varie opere in esperanto ed italiano riguardo alla politica linguistica, all'esperanto, al bilinguismo infantile ed alla psicopedagogia della lingua e la comunicazione.
Revisionò il dizionario esperanto-italiano di Umberto Broccatelli del 1984.

## Vita privata
Visse in Italia con la moglie (anch'essa esperantista) Anna Löwenstein e i loro due figli, entrambi esperantofoni madrelingua.